# TDM (DM Command)
TDM (TO_DM_WINDOW)とは、アポロコンピュータ社のコンピュータに搭載されていたウィンドウシステム（ディスプレイマネージャ）で利用できた、制御コマンド『DMコマンド』の一つ。

## 概要
TDM コマンドは、カーソルを DM入力ウインドウに移動する

## 利用法
TDM はカーソルをディスプレイ・マネージャ・インプット・ウインドウ（スクリーンの
最下部に“Command”と表示された）に移動して DM コマンドを入力できるようにする．
デフォルトでは＜CMD＞キー（L5）が TDM コマンドを呼び出す．
TDM は引数やオプションを必要としない。